# Stevie Williams
Stevie Williams (17 de dezembro de 1979) é um skatista profissional de estilo street.

## Biografia
Williams cresceu na Filadélfia, Pensilvânia, e começou a andar de skate com apenas 11 anos de idade.
Em 2004, Williams tornou-se o primeiro skatista profissional a ser patrocinado pela Reebok. Logo depois, foi convidado a dar alguns conselhos para o "FlipsideAir Jordan tênis  de skate.
Em 2006, Williams abriu a loja de skate L & K Limited em Oceanside, Califórnia, junto com Nick Lockman, e em 2008 abriu a loja de desportos de skate em Atlanta, Geórgia.
Williams fez uma aparição no filme Street Dreams. Ele também aparece no game Tony Hawk Project, e Tony Hawk's American Wasteland., e fez outra aparição no Tony Hawk's Proving Ground, que foi lançado em novembro de 2009. Williams é o proprietário e fundador da DGK Skateboards (Dirty Ghetto Kids), a sede da empresa fica na Filadélfia, cujo principal produtos são shapes de skate, rodas, vestuários e acessórios.